# Tango (muzyka)

Typowy rytm tanga

Tango – forma muzyczna na której opiera się taniec tango.
Zwykle w formie pieśni lub piosenki. W latach dwudziestych XX wieku podniesione z pieśni popularnej do rangi sztuki muzycznej. Metrum parzyste 2/4. Tempo powolne, o charakterze sentymentalno-nastrojowym
.
Tanga znane w świecie:
- Gerardo Matos Rodríguez – La Cumparsita
- Ángel Villoldo – El Choclo,
- Edgaro Donato – A Media Luz
- Julio César Sanders – Adios muchachos
- José Padilla Sánchez – La Violetera (1915) i aranżacja Anselmo Aiety (1926)
- Jacob Gade – Jalousie
- Giuseppe Verdi – introdukcja do opery La Traviata
- Igor Strawinski – Tango na fortepian 1940, Tango na orkiestrę kameralną 1953
- Isaac Albéniz – tango z Suite española No.1 na fortepian, Op. 47, B. 71886
- Astor Piazzolla – wiele tang w okresie od 1959–1965.
- Carlos Gardel – wiele tang, w tym Por una cabeza

Tanga popularne w Polsce:
- Tango milonga,
- To ostatnia niedziela,
- Jesienne róże,

Tango milonga zostało spopularyzowane poza Polską pod tytułem Oh, Donna Clara.